# Медвежий фонтан
«Медвежий фонтан» (фонтан «Медведи», нем. Bärenbrunnen) — скульптурный фонтан в Берлине с изображением семейства бурых медведей, геральдического символа города. Фонтан находится в районе Митте в историческом Фридрихсвердере на площади Вердершер-Маркт перед Фридрихсвердерской церковью.
«Медвежий фонтан» работы скульптора Гуго Ледерера из красного вулканического туфа в тон соседнему зданию Берлинской академии архитектуры появился в Берлине в 1928 году. 60-сантиметровой высоты фундамент фонтана имеет восьмиугольную форму диаметром 3,5 метра. На нём размещены четыре пары играющих медвежат. Небольшие фонтаны бьют из отверстий, расположенных под каждой парой медвежат. Медведица-мать наблюдает за медвежатами с восьмиугольного постамента высотой в 70 см в центре фонтана. Высота скульптур медвежат составляет около 60 см, а медведицы без постамента — 1,25 м. Боковые панели постамента каннелированы.
В ходе военных действий во Вторую мировую войну «Медвежий фонтан» был полностью разрушен. В ходе восстановления центра Берлина магистрат поручил скульптору Вальтеру Зутковски восстановить скульптурный ансамбль по сохранившимся чертежам. Полная копия Медвежьего фонтана вернулась на прежнее место в 1958 году.